# جامعة بادجادجاران
(جامعة بادجادجاران أو UNPAD) هي مؤسسة تعليم عالي تقع في باندونغ -عاصمة مقاطعة جاوا الغربية، إندونيسيا . افتتحت رسميا من قبل رئيس جمهورية اندونيسيا,أحمد سوكارنو في 24 سبتمبر 1957.

## التاريخ
بداية تأسيسها، كانت بالجامعة أربعة أقسام: القانون، والاقتصاد، والطب، والرياضيات، والعلوم الطبيعية. اما الآن فقد تطورت ليصبح 16 كلية والعديد من برامج الدراسات العليا،